# ماکاسین، شهرستان توآلومنی، کالیفرنیا
ماکاسین (به انگلیسی: Moccasin) یک منطقهٔ مسکونی در ایالات متحده آمریکا است که در کالیفرنیا واقع شده‌است. ماکاسین ۲۸۵ متر بالاتر از سطح دریا واقع شده‌است.